# Pain bis
 (mai 2016).
Si vous disposez d'ouvrages ou d'articles de référence ou si vous connaissez des sites web de qualité traitant du thème abordé ici, merci de compléter l'article en donnant les références utiles à sa vérifiabilité et en les liant à la section « Notes et références ».
 (mai 2016).
Sa qualité peut être largement améliorée en utilisant un vocabulaire plus directement compréhensible.
Pour les articles homonymes, voir Bis.

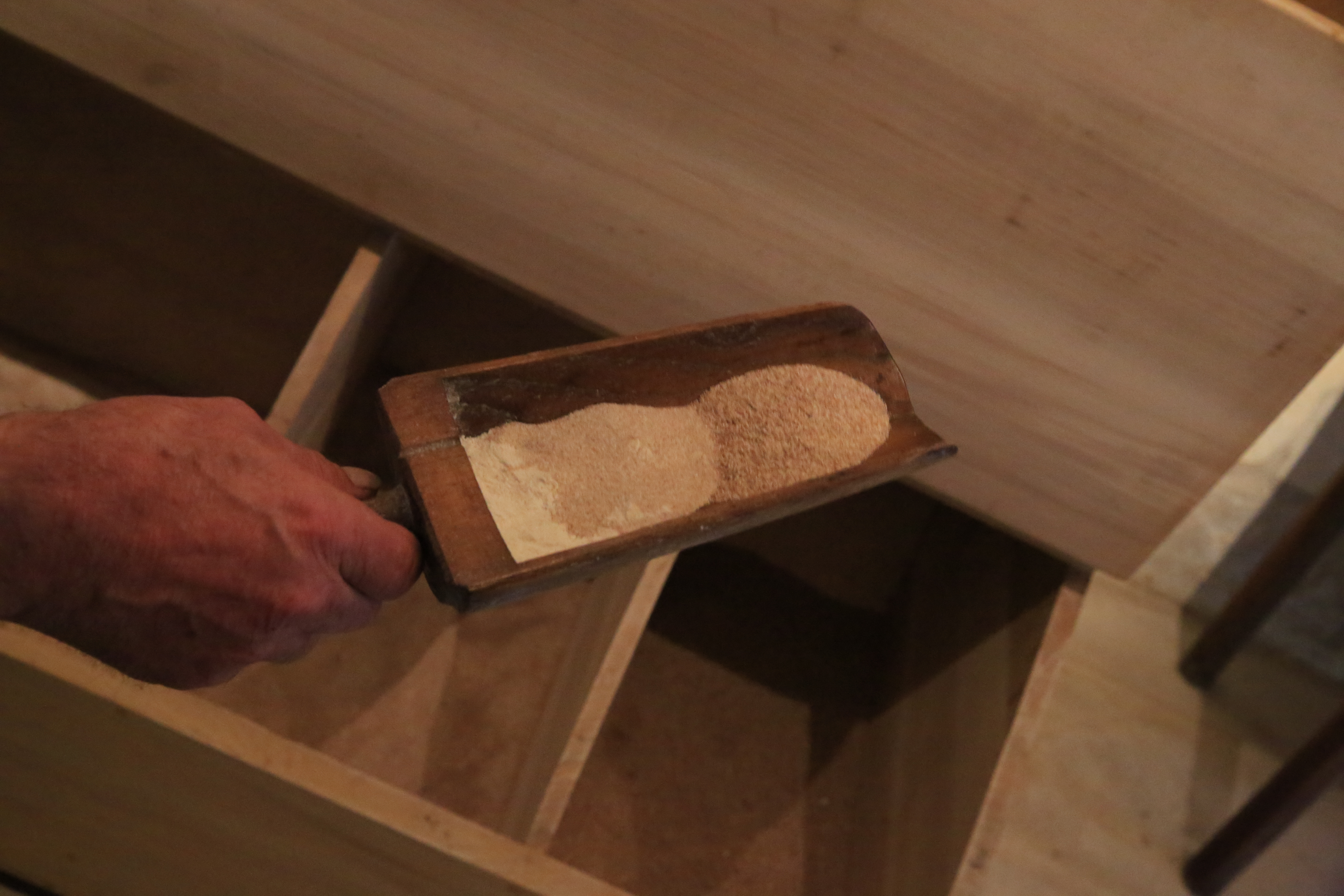
De gauche à droite : farine blanche, farine bise et farine complète suivant la teneur en son (moulin des Aigremonts de Bléré).

Le pain bis est un pain fabriqué à partir de farine bise (complètement ou en partie). Il est nommé ainsi du fait de sa couleur gris-brun due au son qu'il contient.

## Présentation
La farine bise de ce pain se caractérise par son taux d'extraction (blutage) et son type (taux de cendre, c'est-à-dire de résidus solides après combustion, d'une farine par rapport à sa matière sèche, multiplié par 10 000). Elle a un taux de blutage de 80 % à 90 %. Son type est souvent 80 (0,75 à 0,9 % de matière non combustible).
Cette farine peut être produite à partir de plusieurs céréales et contenir le son (15 %) de la céréale.
L'utilisation de farine bise, tout comme la farine complète, améliore la valeur nutritionnelle du pain (index glycémique d'autant plus faible que la farine est complète).
Au XIXe siècle, il est considéré comme un pain de qualité inférieure. Dans un de ses ouvrages consacrés au pain, Claude Thouvenot rapporte qu'en 1895, un curé, se nourrissant de pain bis, se procurait du pain blanc pour « donner à ses pauvres ». N'ayant pu, un jour, se fournir en pain blanc, il offrit un morceau de son pain bis personnel à un mendiant et se vit répondre : « Monsieur, gardez votre pain ! L'ouvrier sans travail est déjà assez malheureux pour ne pas recevoir l'injure d'être comparé à une bête car c'est du pain de chien que vous me donnez là ! ».